# Дрофа (село)
Дрофа́ (рос. Дрофа) — село у складі району імені Лазо Хабаровського краю, Росія. Входить до складу Кондратьєвського сільського поселення.

## Населення
Населення — 615 осіб (2010; 616 у 2002).
Національний склад (станом на 2002 рік):
- росіяни — 89 %